# Nikolái Butinov
Nikolái Aleksándrovich Butinov (en ruso: Никола́й Алекса́ндрович Бути́нов; San Petersburgo, 19 de diciembre de 1914 – San Petersburgo, 7 de diciembre de 2000) fue un etnógrafo soviético y ruso, especializado en sociedades prehistóricas y estudios oceánicos. Obtuvo un doctorado en ciencias históricas y fue laureado con el Premio N. N. Miklujo-Maklái (1987).

## Biografía
Nacido en una familia obrera, ingresó en el Departamento de Etnografía de la Universidad de Leningrado en 1938, entonces parte de la facultad de filología. Se graduó en 1942, fue evacuado a Sarátov durante la Segunda Guerra Mundial. En 1946, bajo la dirección de Vladímir Propp, defendió su tesis de candidato sobre las «Enseñanzas de Fritz Graebner». Ese mismo año, se convirtió en investigador en la sucursal de Leningrado del Instituto de Etnografía de la Academia de Ciencias de la Unión Soviética. En 1970, defendió su tesis doctoral «Los papúes de Nueva Guinea: composición étnica, economía, estructura social».
Desde 1972, dirigió el sector de Australia, Oceanía e Indonesia en el Instituto, cocreando la exhibición «Pueblos Indígenas de Australia y Oceanía». Contribuyó a las obras recopiladas de Nikolái Miklujho-Maklái (1948-1953 y 1990-1999) y al volumen «Pueblos de Australia y Oceanía» (1956) en la serie «Pueblos del Mundo: Ensayos Etnográficos». Fundó las lecturas anuales de Miklujo-Maklái (1980) y fue galardonado con el Premio N. N. Miklujo-Maklái de la Academia de Ciencias de la URSS en 1987.
Butinov estuvo casado con la etnógrafa María Sidorovna Butinova (1920–2007).

## Contribuciones científicas
Butinov hizo contribuciones significativas al desciframiento de la escritura Rongo rongo. Exploró la relación entre etnia y nación en el contexto de los jóvenes estados de Oceanía. En sus trabajos sobre sociedades prehistóricas, examinó cuestiones como la continuidad lingüística, el origen de la exogamia, la tipología de las comunidades y las formas de matrimonio. Contrario a las opiniones dominantes de Friedrich Engels, Butinov argumentó la prioridad de las estructuras comunales sobre los clanes, afirmando la coexistencia antigua de clanes matrilineales y patrilineales. Sus puntos de vista teóricos fueron criticados por Serguéi Tolstov, Yulián Semiónov y otros autores soviéticos.
Vladímir Kabo recordó que cuando Butinov dirigió el departamento de Australia y Oceanía en el Instituto: 

...todavía era un luchador. Luchó valientemente contra el dogmatismo que prevalecía en nuestra ciencia etnográfica, y lo hizo solo en ese momento. Esto esencialmente significaba luchar contra la administración del instituto donde trabajaba. Intentó oponerse al marxismo dogmático con lo que consideraba marxismo genuino y creativo. Junto a esto, escribió numerosas reseñas y artículos exponiendo a etnógrafos occidentales y la ciencia burguesa, lo que en parte redimía su propia herejía científica. Al mismo tiempo, estudió profundamente las relaciones sociales entre los pueblos de Oceanía, principalmente los papúes de Nueva Guinea. Tenía una obsesión juvenil: la ciencia y su deseo de algún día visitar Nueva Guinea. Y su sueño de vida se hizo realidad: puso un pie en la tierra de Nueva Guinea, y los papúes lo recibieron como el nuevo Miklukho-Maklai. Delgado, con un erizo de cabello canoso, todavía parecía joven incluso a los setenta años.

## Principales obras
Libros
- The Papuans of New Guinea (Economy, Social Structure) (en ruso). Moscú: Nauka. 1968. p. 256.
- The Papuans of New Guinea (Ethnic Composition, Economy, Social Structure): Abstract of Doctoral Dissertation (en ruso). Leningrado. 1970. p. 33.
- N. N. Miklukho-Maklai – The Great Russian Scientist-Humanist: On the 100th Anniversary of His First Expedition to New Guinea (en ruso). Leningrado: Nauka. 1971. p. 18.
- The Road to Maclay Coast. Pioneers (en ruso). Jabarovsk: Khabarovsk Book Publishing House. 1975. p. 303.
- The Polynesians of the Tuvalu Islands (en ruso). Moscú: Nauka. 1982. p. 128.
- The Social Organization of the Polynesians (en ruso). Moscú: Nauka. 1985. p. 224.
- Peoples of Papua New Guinea: (From Tribal System to Independent State) (en ruso). San Petersburgo: Petersburg Oriental Studies. 2000. p. 376. ISBN 5-85803-146-3.
- Butinov N. A. et al. Problems of Ethnography and Cultural History of the Asian-Pacific Region Peoples (en ruso). San Petersburgo: Petersburg Oriental Studies. 2004. p. 365. ISBN 585803246X.

Artículos
- The Problem of Exogamy (Based on Australian Material) // Clan Society. Moscow, 1951;
- Primitive Communal System (Main Stages and Local Variants) // Problems of the History of the Primitive Communal System. Moscow, 1953;
- To the Question of the Study of Matriarchy // Soviet Ethnography, 1955, n.º 3;
- Concerning the Relationship between Language and Ethnic Community // Soviet Ethnography, 1957, n.º 4;
- To the Problem of the Origin of the Patriarchal Family // Soviet Ethnography, 1959, n.º 1;
- On the Development of Agriculture and Complexity of the Social Structure among the Mountain Papuans of the Central Highlands of New Guinea // Soviet Ethnography, 1968, n.º 3;
- The Use of Stones and the Processing of Stone in the Mountainous Regions of New Guinea // Soviet Ethnography, 1970, n.º 6;
- Funeral Rite as a Source of Research on the Ethnic History of the Central Highlands of New Guinea // Ethnographic Review, 1971, n.º 2;
- The Historical Fates of the Ethnic Communities of the Pacific: Main Problems of Ethnology // History and Culture of the Countries of Africa and Oceania. Moscow, 1981.

Editor y coautor
- Peoples of Australia and Oceania // The Peoples of the World: Ethnographic Essays. Moscow: Publishing House of the Academy of Sciences of the USSR, 1956;
- N. N. Miklukho-Maklai. Collected Works (en ruso). Moscú-Leningrado: Academy of Sciences of the USSR. 1948–1953. pp. 5 volumes.
- N. N. Miklukho-Maklai. Collected Works (en ruso). Moscú: Science. 1990–1999. pp. 8 volumes.